# Robert Preston
Robert Preston, ursprungligen Robert Preston Meservey, född 8 juni 1918 i Newton i Massachusetts, död 21 mars 1987 i Montecito i Kalifornien, var en amerikansk skådespelare.

## Filmografi i urval
- 1939 – De tappras legion
- 1939 – Union Pacific
- 1940 – Hjälteskvadronen
- 1942 – Skörda i den vilda stormen
- 1942 – Inringad!
- 1942 – Till sista man
- 1947 – Under Afrikas himmel
- 1948 – Blod på månen
- 1949 – Tulsa - den brinnande staden
- 1950 – Kid den laglöse
- 1962 – Music Man
- 1963 – Så vanns vilda västern
- 1972 – Junior Bonner
- 1974 – Mame
- 1977 – Bara tre kan leka så...
- 1981 – S.O.B. - paniken i drömfabriken!
- 1982 – Victor/Victoria
- 1984 – The Last Starfighter

## Teater

### Roller
| År   | Roll | Produktion          | Regi            | Teater                          |
| ---- | ---- | ------------------- | --------------- | ------------------------------- |
| 1955 | Gil  | Janus Carolyn Green | Reginald Denham | Plymouth Theatre, New York, USA |